# اورفو
اورفو (به مجاری: Orfű) یک شهرداری در مجارستان است که در ناحیه پچ واقع شده‌است. اورفو ۳۲٫۱۵ کیلومتر مربع مساحت و ۷۷۰ نفر جمعیت دارد.

## خواهرخوانده
شهر بورسه خواهرخواندهٔ اورفو هست.